# Johann Michael Flor
Johann Michael Flor (* 1708 in Unterretzbach, Niederösterreich; † nach 1770) war ein österreichischer Stuckateur der Wessobrunner Schule.

## Leben und Werk
Über sein Leben ist wenig überliefert. Laut den Matrikeln der Pfarre Unterretzbach wurde Flor am 2. Februar 1708 ebendort getauft. 1741 heiratete er Anna Maria Mallinger (Meylinger, Meyllinger) aus Ravelsbach; ihre sechs Kinder scheinen im Taufbuch der Pfarre Ravelsbach auf. Von 1743 bis 1757 erscheint er als Grundstücksbesitzer in Ravelsbach und Pfaffstetten.
Johann Michael Flor war als Stuckateur ein Schüler von Franz Josef Holzinger. Seine frühesten bekannten Arbeiten sind 1733 entstandene Stuckaltäre in der Bründl-Kapelle bei Gobelsburg (nicht erhalten).
1735 übernahm er die Leitung der Stuckierung von Stift Altenburg.
1752 schuf er die Stuckdekoration der Seitenaltäre der Pfarrkirche Gettsdorf.
1745 schuf er die Stuckdecke im Kaiserzimmer der Burg Ottenstein.
Weitere Werke:
- Arbesbach/NÖ, Markt, Herrenhaus: Maria Immakulata, Stuckfigur in der Fassadennische, 1770
- Gföhl, Pfarrkirche: Seitenaltarstuck, 1752
- Krems, Untere Land-Str. 4 (Zuschreibung) und 41: Fassadenstuck, 1748
- Stein/NÖ, Pfarrhof: Fassaden- und Portalstuck, Stuckbüsten zw. den Fenstern, 1743–45
- Stein/NÖ, Pfarrkirche: Stuck am Hochaltar, 1750; Stuck der Kapelle nördl. des Chores
- Stein/NÖ, Rathaus, Festsaal: Stuckdecke, um 1740/50
- Zwettl, Pfarrkirche Mariä Himmelfahrt: Stuck im Chor und im rechten vorderen Seitenschiff-Joch, 1744
- Stift Zwettl: Sommerrefektorium, 1748.

Vermutlich sein Sohn war Johann Georg Flor, der 1755 als Stuckateur aus Krems für Stuckarbeiten im Saal und den umliegenden Räumen im Stift Dürnstein bezahlt wurde. Dieser dürfte identisch sein mit „eines Stockhator Gesellen von Ravelspach“, der bereits 1750 Honorar für Stuck im Stift Dürnstein erhielt.